# Chiesa di Santa Maria in Turri
La chiesa di Santa Maria in Turri era una delle quattro chiese che si trovavano nell'atrio dell'antica basilica di San Pietro, dove oggi si trova la piazza San Pietro, nella Città del Vaticano. Le altre erano le chiese di Santa Maria della Febbre, Sant'Apollinare ad Palmata e San Vincenzo Hierusalem. Furono tutte demolite per permettere la costruzione della nuova basilica all'inizio del diciassettesimo secolo, eccetto per quella di Santa Maria della Febbre, che fu trasformata in una sagrestia (per poi essere demolita nel secolo diciottesimo).

## Nome
Oltre a "in Turri" ("nella Torre"), degli altri epiteti per questa chiesa erano: "ad Grada" o "ad Gradus" ("ai Gradini"), "ante Salvatorem" (che si riferiva a una famosa immagine del Salvatore nelle vicinanze), "in Atrio" e "in Medium" (di origine ignota). Mariano Armellini aggiunge anche "in atriano", "in terrione", "in arrano" e "in laborario", ma senza spiegare i loro significati. In una descrizione della basilica dell'ottavo secolo, era chiamata Santa Maria quae Nova Dicitur" ("che è detta Nuova"), il che aiuta a datare la struttura.

## Storia
Questa chiesa nasce in una struttura quadrata antica che si trovava sotto la torre campanaria della basilica, accanto all'entrata per l'atrio. Secondo il Liber Pontificalis, la torre fu costruita dal papa Stefano II (pontefice dal 752 al 757), che la "ricoprì di pezzi d'oro e d'argento" (il che probabilmente significava che aveva una decorazione musiva di questi colori), e possedeva tre campane, che servivano per l'allarme d'emergenza. La torre, secondo il de Rossi, era anche decorata con un'iscrizione poetica:
Haec tuta est turris trepidis obiecta superbis
Elata excludens, mitia corda tegens»

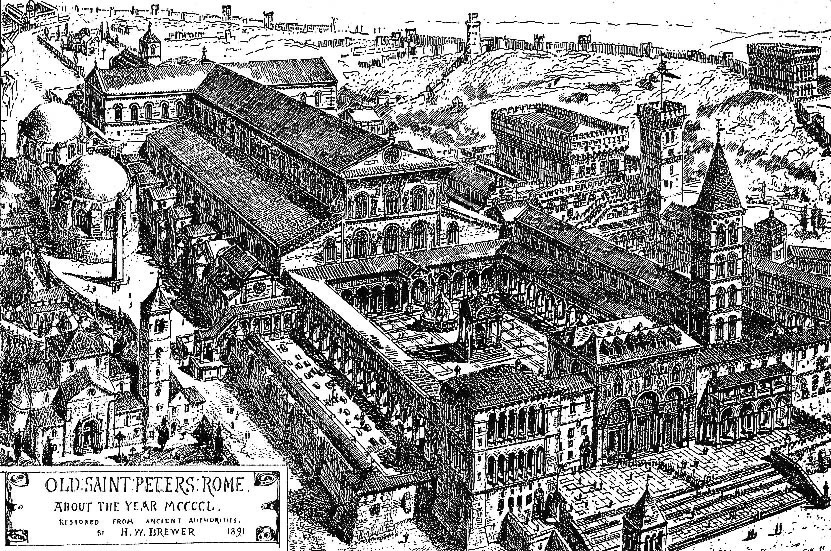
Un'incisione dell'antica basilica di San Pietro nel 1450, con la torre campanaria a destra.

Probabilmente la chiesa fu costruita assieme alla torre e la sua facciata coincideva con il primo portico sotto il campanile e con le porte bronzee, secondo l'Armellini. Il papa Paolo I (che governò dal 757 al 767) decorò la facciata con un mosaico che lo storico Giacomo Grimaldi vide e descrisse parzialmente. Questo stesso mosaico  venne menzionato nel Codex Barberini XXXIV, 50 (Fol. 153v. e 154, 154v.) nel quale la chiesa viene citata come Ecclesia S. Mariae in turri supra gradus anteriores scalarum veteris basilicae Vaticanae, cuius frons musivo opere ornata fuit a Sancto Paulo papa primo, qui sedit anno 757 ("La chiesa di Santa Maria in Turri sulla scalinata antieriore dell'antica basilica Vaticana, la cui facciata fu ornata con un mosaico dal papa san Paolo I, che sedette nell'anno 757").
Nella chiesa propriamente detta si trovava un'iscrizione dedicatoria sopra il mosaico della facciata con su scritto: "Christe tibi sit honor Paulus quod decorat opus". Il mosaico rappresentava l'Ascensione di Cristo nell'iconografia tradizionale dell'epoca, secondo la quale Cristo si trova al centro e viene portato dagli angeli su una grande nube. Alla base della scena si trovavano i dodici Apostoli in gruppo, proprio come nel mosaico della chiesa inferiore della basilica di San Clemente. In seguito, la facciata fu alterata da un restauro avvenuto durante il pontificato del papa Niccolò V (1447-1455), il cui nome apparve sopra l'entrata intorno al 1450.
Durante il pontificato del papa Adriano I (r. 772–795), la chiesa fu chiamata Sancta Maria in Atrio e, in questo periodo, vi era una diaconia per la distribuzione delle elemosine. Secoli dopo, un certo papa Innocenzo (probabilmente papa Innocenzo II, che nel 1143 consacrò molte chiese nell'Urbe a suo nome) riconsacrò la chiesa. Fu per ricordare questo evento che un'iscrizione in versi leonini, poi riportata anche dal Grimaldi, venne incisa sull'altare:
Hoc Innocenti te presule perficienti
Cui suberat»

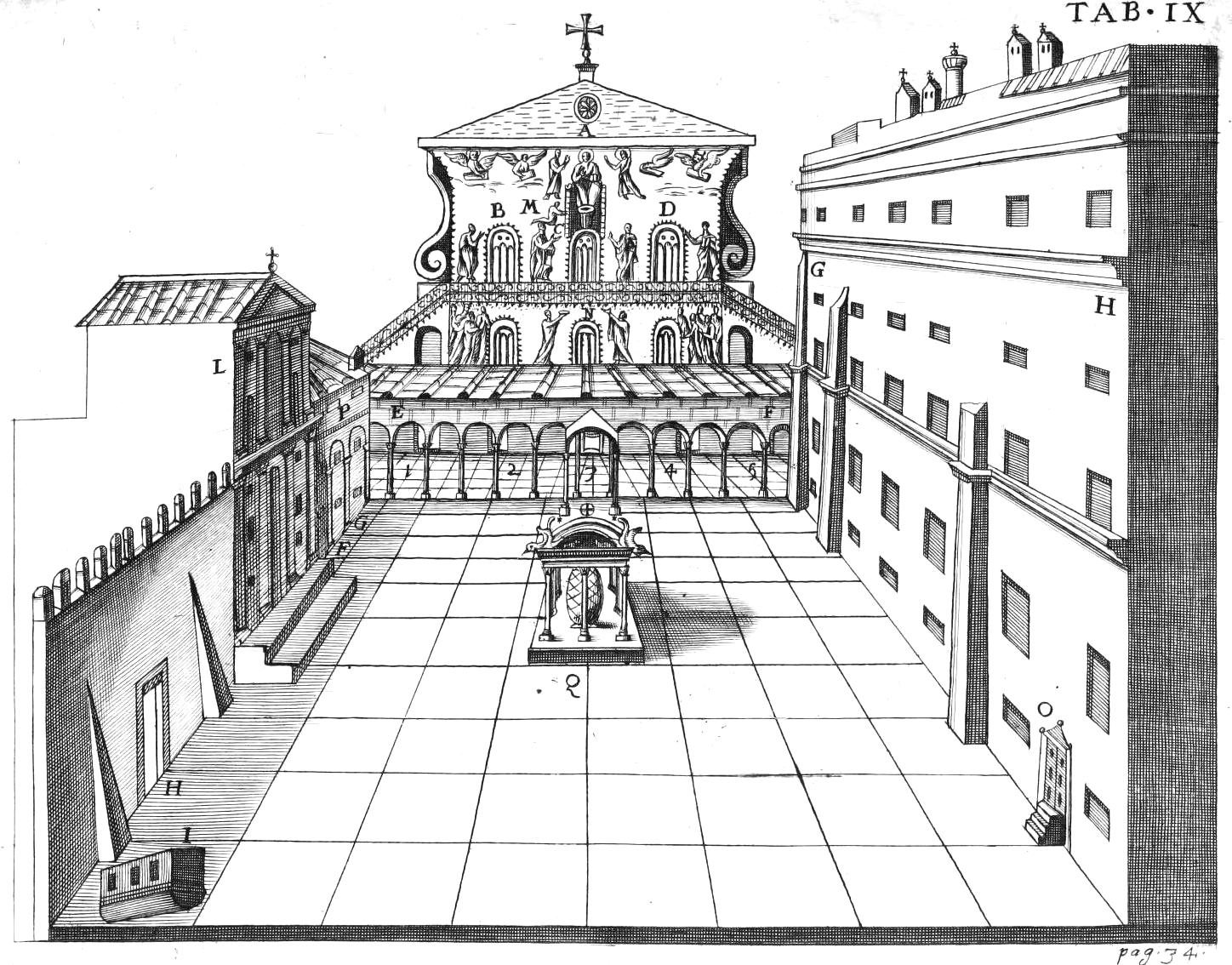
L'atrio dell'antica basilica di San Pietro, da dove si accedeva alla chiesa. Al centro c'è il Pignone, che oggi si trova nel cortile della Pigna, nei musei Vaticani.

L'8 giugno del 1155, il papa Adriano IV incoronò Federico Barbarossa imperatore del Sacro Romano Impero Germanico nell'antica Basilica di San Pietro. In seguito Barbarossa si recò nella chiesa, dove si inginocchiò dinnanzi al papa e promise di proteggere e di difendere la Santa Chiesa cattolica.
Tuttavia, in seguito egli fu costretto ad attaccare la città, nel 1167. Fu in quest'epoca che avvenne un episodio importante della storia della Chiesa. Durante l'attacco del Barbarossa alla basilica, la piccola chiesa si trasformò in una postazione di difesa; ciononostante, alla fine, finì per essere incendiata e si rovinò (in latino: penitus combusta et dissipata). Molte furono le perdite tra le opere d'arte, inclusa la già menzionata icona del Salvatore: era una copia dell'icona del velo della Veronica che si trova ancora oggi nella basilica. La pianta della basilica di Tiberio Alfarano (1525-1596) mostra la chiesa, ma in quel periodo probabilmente era già abbandonata e ridotta in macerie.

## Descrizione
Lo storico Onofrio Panvinio (1529–1568) descrisse quattro oratori, o chiesette, che esistevano ancora al suo tempo attorno all'antica basilica di San Pietro. Furono innalzate nei quadriportici che circondano l'atrio del complesso. La chiesa di Santa Maria in Turri si trovava sul lato est dell'entrata; a destra, di fronte, c'era quella di Sant'Apollinare ad Palmata. Di fronte a queste due, nel portico antistante la basilica, sorgeva la chiesa di San Vincenzo Hierusalem, che sorgeva subito a destra dell'angolo, mentre la chiesa di Santa Maria della Febbre, che si trovava dove sorgeva l'antico secretarium (anche noto come Oratorium Sancti Gregorii per la vicinanza con la tomba di san Gregorio Magno).

## Funzione
La chiesa di Santa Maria in Turri viene citata di solito in occasione della processione delle palme della domenica delle Palme, della processione delle candele nella festa della Purificazione e in altre occasioni simili. Aveva anche un'importanza speciale durante le incoronazioni degli imperatori del Sacro Romano Impero. Durante l'evento, il re che stava per essere incoronato riceveva il papa nella piazza antistante la scalinata e si incamminava verso la chiesa; con la mano sui Vangeli, prestava poi il suo giuramento di fiducia. Poco dopo, nello stesso luogo, il canonico della basilica lo "riceveva come un fratello", il che significava che era ammesso al capitolo, e lo vestiva con gli abiti imperiali. Una volta finita la cerimonia, lo seguivano fino alla porta argentea della basilica cantando "Petre amas me".
Accanto alla chiesa di Santa Maria, l'imperatore fece costruire il Palatinus Caroli, che era una residenza imperiale che fu costruita sotto il pontificato del papa Leone III (795-816). L'imperatore veniva ospitato lì e teneva i processi in quel luogo. Ottone II lo utilizzò come residenza nella città e vi morì.